# Narcobarbital
El Narcobarbital es un derivado barbitúrico usado en anestesia.
Dejó de emplearse en humanos para ser aprovechado en medicina veterinaria para anestesiar puercos. En muchos países cayó en desuso y ha sido retirado del mercado.
En Alemania, el narcobarbital está inscrito en el Convenio sobre Sustancias Sicotrópicas. Se prohíbe el uso en animales utilizados para la producción de alimentos, aunque está aprobado en medicina veterinaria para perros, gatos, mascotas y conejillos de Indias.